# Simonffy Márta
Simonffy Márta (Budapest, 1943. augusztus 25.–) magyar textilművész, érdemes művész.

## Pályafutása
1965 és 1970 között a Magyar Iparművészeti Főiskolán tanult Eigel István és Kürthy Istvánné tanítványa volt. 1995-ben megválasztották a Kulturális Alapítvány a Textilművészetért elnökének, 1998-ban pedig a Nemzetközi és Magyar Textilbiennálé elnöke lett. Művei javarészt nagyméretű, festett kárpitok, gyakran növényi és figurális elemekkel.

## Díjak, elismerések
- 1990: 11. Fal- és Tértextil Biennálé díj
- 1994: 10. Nemzetközi Miniatűrtextil Biennálé díj, Szombathely
- 1995: Ferenczy Noémi-díj
- 1998: 1. Nemzetközi Zászlóbiennálé, az Szombathelyi Képtár Baráti Köre díja, Szombathely.
- 2022: Érdemes művész[1]

## Egyéni kiállítások
- 1973 • Zichy-kastély
- 1978 • Fészek Klub, Budapest
- 1979 • Galerie Dommelhof, Necrpelt
- 1983 • Budapest Galéria Lajos u., Budapest
- 1986 • Galerie am Stieg, Mainz
- 1995 • Vigadó Galéria, Budapest

## Válogatott csoportos kiállítások
- 1974-98 • 3-15. Fal- és Tértextil Biennálé, Szombathely
- 1980-2000 • 3-13. Miniatűr Textilbiennálé, Szombathely
- 1987 • Laufer, Műcsarnok, Budapest
- 1989 • Collegium Hungaricum Bécs
- 1991 • Von Mini zu Maxi M. Österreicher Kultur, Eisenstadt
- 1992 • Nyári Tárlat, Csók Galéria, Budapest • Plasztikus magyar textil, Epaux
- 1994 • Tavaszi Tárlat, Petőfi Csarnok • Magyar textilek, Magyar Ház, Párizs
- 1997 • Fibre Art Nordon Priory Museum • Textil '97, Párizs • Textil-Tér, Magdolna torony, Budai Vár, Budapest
- 1998 • The Art of the Stich Yorkshire
- 1999 • Dobozok, Fészek Klub, Budapest • Minta, Műcsarnok, Budapest
- 2000 • Úti kárpitok, Iparművészeti Múzeum, Budapest
- 2001 • Úti kárpitok, Collegium Hungaricum, Bécs • Ipar-Művészet, Millenniumi iparművészeti kiállítás, Műcsarnok, Budapest.

## Művek közgyűjteményekben
- Janus Pannonius Múzeum, Pécs
- Österreicher M., Bécs
- Norton Priory M., Cheshire
- Szombathelyi Képtár, Szombathely.

## Köztéri művei
- Füzér (ceruzarajz, festés, selyem, vászon, 1992, MTA)
- Kapcsolat (festés, fa, 1989, Külkereskedelmi Bank)
- Ginkófa (ceruzarajz, festés, applikáció, fa, 1995, Parlament)